# Wasserstraßen- und Schifffahrtsamt Wilhelmshaven

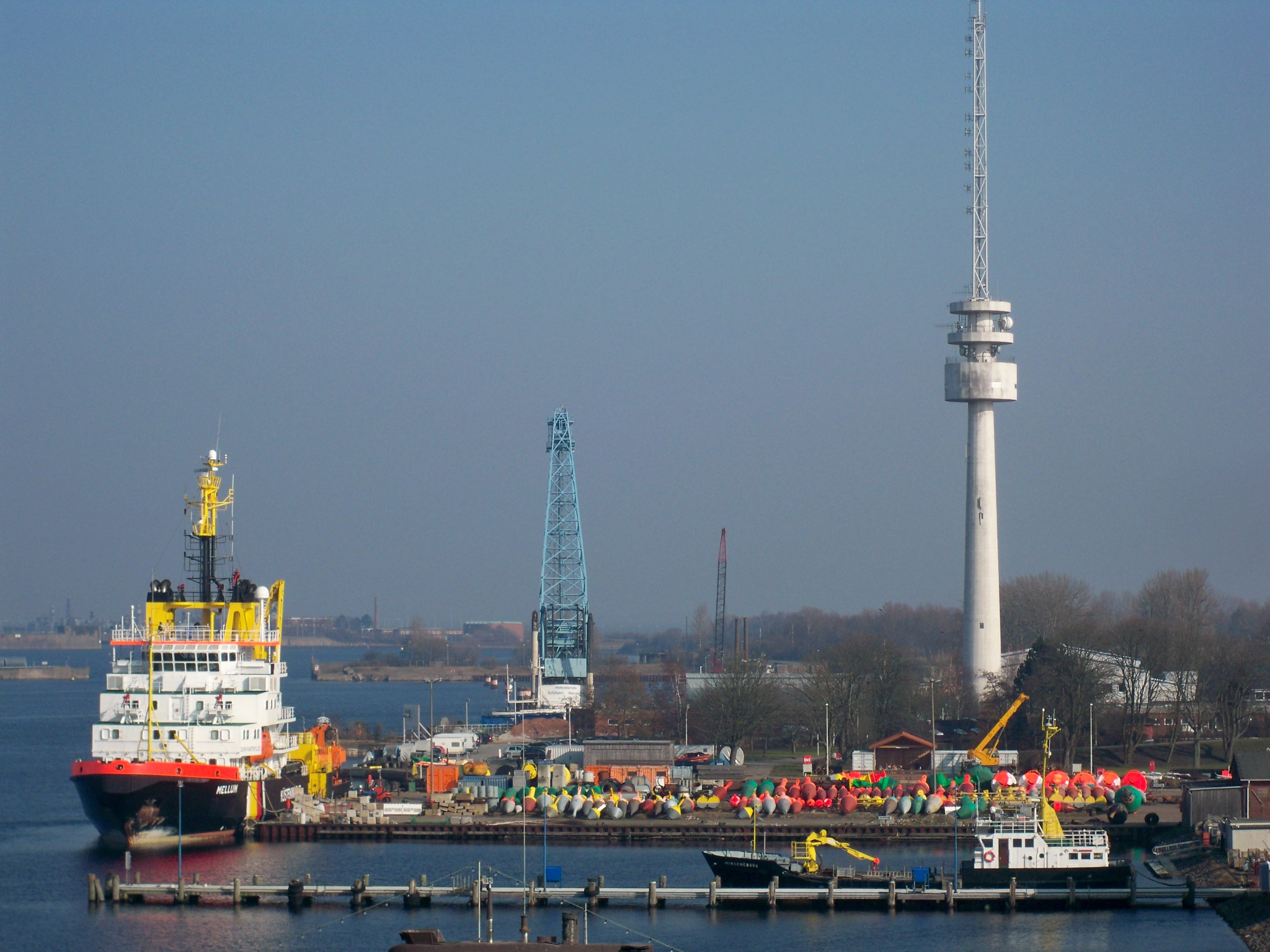
Blick auf den Bauhof des WSA Wilhelmshaven

Das Wasserstraßen- und Schifffahrtsamt Wilhelmshaven (WSA Wilhelmshaven) war ein Wasserstraßen- und Schifffahrtsamt in Deutschland. Es gehörte zum Dienstbereich der Generaldirektion Wasserstraßen und Schifffahrt, vormals Wasser- und Schifffahrtsdirektion Nordwest.
Das Wasserstraßen- und Schifffahrtsamt in Wilhelmshaven wurde am 1. November 1949 gegründet. Seine Vorgängerorganisationen reichen zurück bis ins Jahr 1854. Durch die Zusammenlegung der Wasserstraßen- und Schifffahrtsämter Wilhelmshaven, Bremen und Bremerhaven ging es am 8. April 2019 im neuen Wasserstraßen- und Schifffahrtsamt Weser-Jade-Nordsee auf.

## Aufgabenbereich

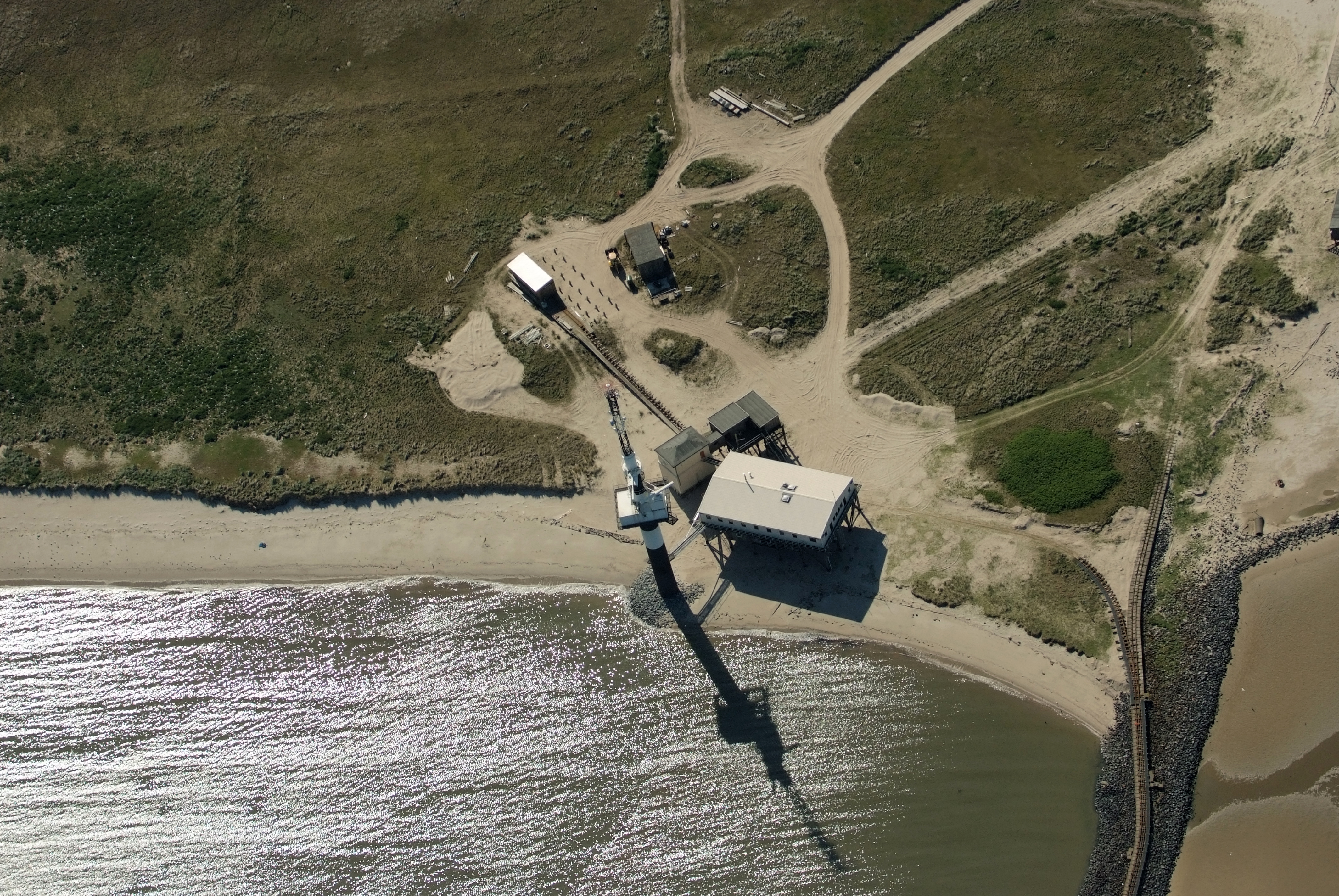
Mannschaftsbereich der WSA-Mitarbeiter auf der Insel Minsener Oog (Mai 2012)

Zu den Aufgaben des Wasserstraßen- und Schifffahrtsamtes Wilhelmshaven gehörten:
- Unterhaltung und Ausbau der Bundeswasserstraße Jade
- Unterhaltung und Betrieb der schwimmenden und festen Seezeichen
- Unterhaltung und Betrieb der Verkehrssicherungssysteme Jade und Deutsche Bucht
- Übernahme strom- und schifffahrtspolizeilicher Aufgaben
- Sicherung der Inseln Wangerooge und Minsener Oog für die Erhaltung eines stabilen Jadefahrwassers
- Unterhaltung und Betrieb der Seeschleuse Wilhelmshaven
- Unterhaltung, Ausbau und Neubau der Wasserbau- und Hafenanlagen der Deutschen Marine in Wilhelmshaven

## Außenbezirke
Zum Wasserstraßen- und Schifffahrtsamt Wilhelmshaven gehörten der Außenbezirk Wilhelmshaven mit der Seeschleuse Wilhelmshaven und den Stützpunkten Wangerooge und Minsener Oog sowie der Bauhof in Wilhelmshaven und die Fachgruppe Nachrichtentechnik.
- Der Außenbezirk Wilhelmshaven war zuständig für den Betrieb der Seeschleuse Wilhelmshaven sowie die Unterhaltung, Instandsetzung und Überwachung der Bauwerke und Anlagen im Bereich der Bundeswasserstraße Jade und der Deutschen Bucht.
- Der Bauhof in Wilhelmshaven war zuständig für Unterhaltungsarbeiten an Anlagen der Bundeswasserstraße Jade, Wartung und Unterhaltung der Seeschleuse sowie Unterhaltungs- und Instandsetzungsarbeiten an den Wasserfahrzeugen des Wasserstraßen- und Schifffahrtsamtes.
- Die Fachgruppe Nachrichtentechnik war zuständig für die Technik der Verkehrssicherungssysteme Jade und Deutsche Bucht.

## Verkehrszentrale

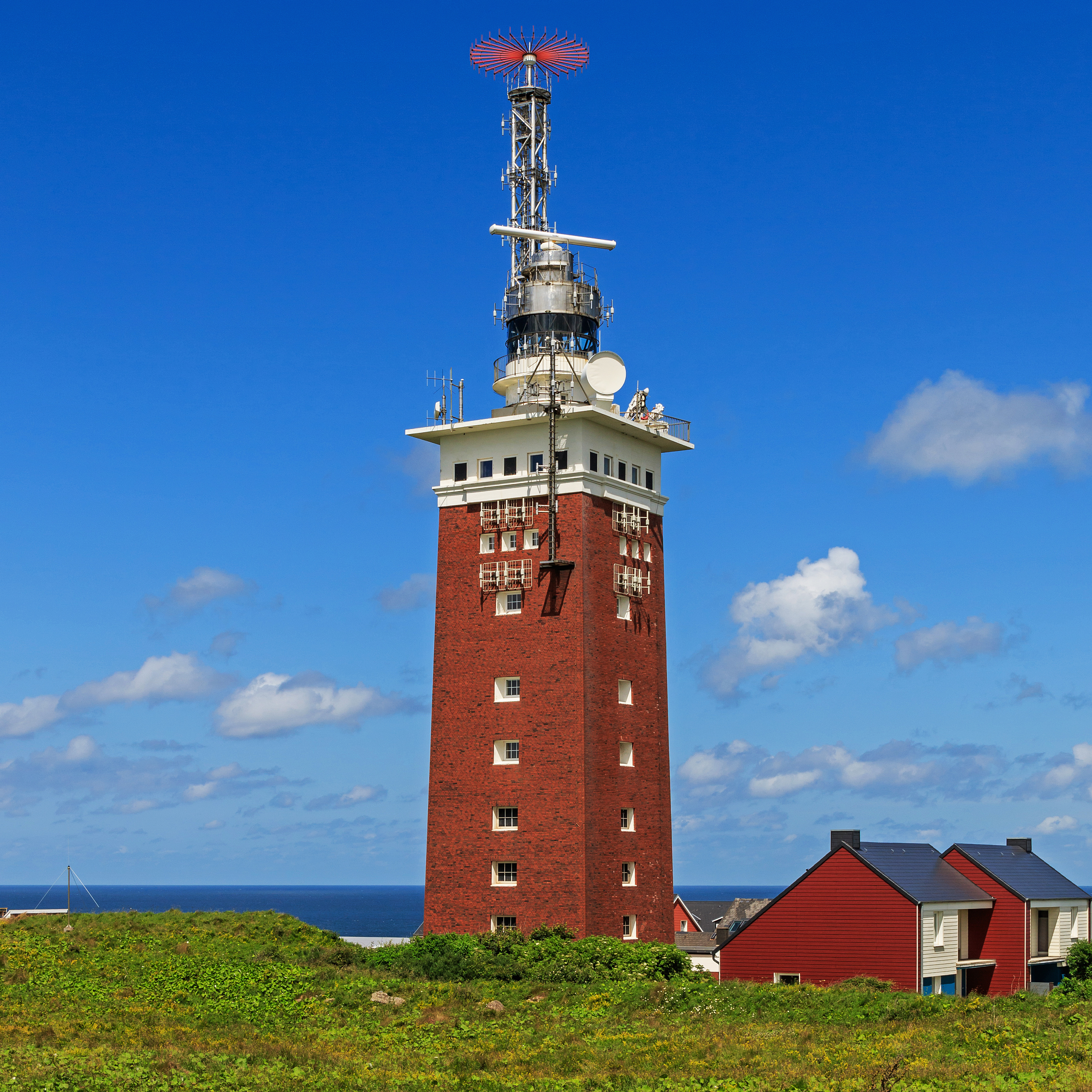
Leuchtturm auf dem Helgoländer Oberland mit Weitbereichs-Radaranlage

Das Wasserstraßen- und Schifffahrtsamt Wilhelmshaven unterhielt eine Verkehrszentrale, von der aus der Schiffsverkehr auf der Jade zwischen der Ansteuerung nordwestlich von Wangerooge und Wilhelmshaven sowie ein Teil der Deutschen Bucht rund um die Uhr überwacht und gelenkt wurde.
Für die Überwachung und Lenkung des Schiffsverkehrs auf der Jade betrieb das Wasserstraßen- und Schifffahrtsamt eine Radarkette entlang des Fahrwassers. Für den Bereich der Deutschen Bucht wurde Mitte der 1980er Jahre eine Weitbereichs-Radaranlage auf Helgoland in Betrieb genommen, die für die Radarüberwachung des Seegebiets in einem Radius von 48 Kilometer genutzt wurde. Die Verkehrszentrale am Wasserstraßen- und Schifffahrtsamt Wilhelmshaven war dabei zuständig für den Bereich nördlich, westlich und südlich von Helgoland (hier bis zu den Ansteuerungen der Elbe und Weser) sowie Teile der Verkehrstrennungsgebiete „Terschelling – Deutsche Bucht“ vor den Ostfriesischen Inseln und „Westansteuerung Deutsche Bucht“ westlich von Helgoland.

## Kleinfahrzeugkennzeichen
Den Kleinfahrzeugen im Bereich des Wasserstraßen- und Schifffahrtsamtes Wilhelmshaven wurden Kleinfahrzeugkennzeichen mit der Kennung WHV zugewiesen.